# Moreu
|  | Per a altres significats, vegeu «Moreu (desambiguació)». |

El moreu (Vicia narbonensis) és una espècie del gènere de la veça (Vicia) que es cultiva, a petita escala i en els mateixos llocs on es conreen els erbs, pel seu gra per al consum d'animals. En castellà rep el nom comú d'alberjón i també de habas locas (faves boges). A Espanya es cultiva només a algunes zones de Castella-La Manxa, Extremadura i Andalusia. L'epítet específic del seu nom científic prové de la ciutat de Narbona. Als Països Catalans (especialment a Catalunya, amb alguna citació al País Valencià i a Mallorca) es troba de forma localitzada, segurament com a restes d'antics conreus. La seva distribució general és latemediterrània (a la conca del Mediterrani i més enllà).

## Morfolgia

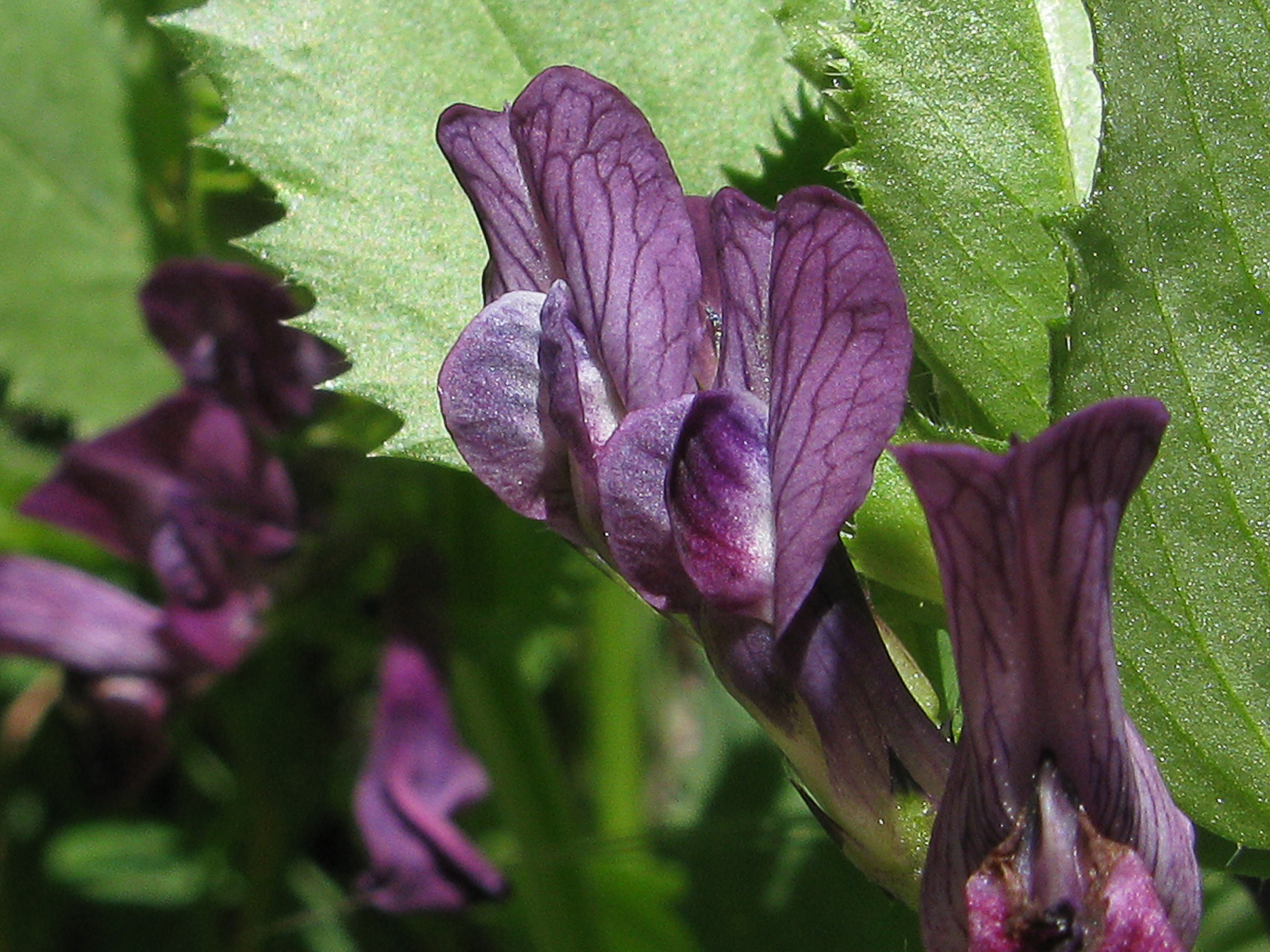
Flors.

Té el circell de les fulles superiors ramificat; flors d'un rosa purpuri, amb les ales de la flor més fosques; llegum bru o negrós a la maturitat, de 3 a 7 x 1-1,5 cm, glabrescent denticulato-tuberculat i de vegades pilós a les sutures; llavors (de 4 a 8) de 0,5 cm, subgluboses. És una planta anual erecta, més o menys pubescent, de 20 a 50 cm d'alt. Fulles compostes amb folíols de 2-5 x 1-4 cm. Floreix de maig a juny. A Catalunya es troba en contrades litorals des del nivell del mar als 300 metres d'altitud.